# Levkón (ort i Grekland)
Levkón (Lefkonas, Popli) är en ort i Grekland.   Den ligger i prefekturen Nomós Florínis och regionen Västra Makedonien, i den norra delen av landet, 400 km nordväst om huvudstaden Aten. Levkón ligger 929 meter över havet och antalet invånare är 116.
Terrängen runt Levkón är varierad. Runt Levkón är det mycket glesbefolkat, med 4 invånare per kvadratkilometer. Närmaste större samhälle är Néos Oikismós, 19,1 km söder om Levkón. 